# Gustavo Jiménez
Gustavo Jiménez (Tarma; 1886 — Lima; 1933) foi um político e Presidente do Peru de 5 de Março de 1931 a 11 de Março de 1931.